# Petrovići, Nikšić
Petrovići este un sat din comuna Nikšić, Muntenegru. Conform datelor de la recensământul din 2003, localitatea are 162 de locuitori (la recensământul din 1991 erau 314 locuitori).

## Demografie
În satul Petrovići locuiesc 137 de persoane adulte, iar vârsta medie a populației este de 43,9 de ani (39,7 la bărbați și 48,1 la femei). În localitate sunt 57 de gospodării, iar numărul mediu de membri în gospodărie este de 2,84.
Populația localității este foarte eterogenă.
|  |

| Demografie | Demografie | Demografie |
| An         | Locuitori  | Locuitori  |
| ---------- | ---------- | ---------- |
|            |            |            |
|            |            |            |
|            |            |            |
|            |            |            |
| 1948       | 668        |            |
| 1953       | 754        |            |
| 1961       | 807        |            |
| 1971       | 624        |            |
| 1981       | 394        |            |
| 1991       | 314        | 304        |
| 2003       | 165        | 162        |

| \| Componența etnică conform recensământului din 2003[2] \| Componența etnică conform recensământului din 2003[2] \| Componența etnică conform recensământului din 2003[2] \| Componența etnică conform recensământului din 2003[2] \| Componența etnică conform recensământului din 2003[2] \| \| ----------------------------------------------------- \| ----------------------------------------------------- \| ----------------------------------------------------- \| ----------------------------------------------------- \| ----------------------------------------------------- \| \| \| \| \| \| \| \| Muntenegreni \| Muntenegreni \| \| 85 \| 52,46% \| \| Sârbi \| Sârbi \| \| 48 \| 29,62% \| \| necunoscută \| necunoscută \| \| 17 \| 10,49% \| |              |  |    |        |
| Componența etnică conform recensământului din 2003 |              |  |    |        |
| |              |  |    |        |
| Muntenegreni | Muntenegreni |  | 85 | 52,46% |
| Sârbi | Sârbi        |  | 48 | 29,62% |
| necunoscută | necunoscută  |  | 17 | 10,49% |